# Апекс (геометрія)
Апекс фігури або тіла, є найвіддаленішою від основи вершиною.
- У рівнобедреному трикутнику апексом є вершина, що утворена однаковими сторонами і протилежна третій стороні.
- У піраміді або конусі - це вершина, протилежна до основи.